# Docosia dialata
Docosia dialata är en tvåvingeart som beskrevs av Van Duzee 1928. Docosia dialata ingår i släktet Docosia och familjen svampmyggor.
Artens utbredningsområde är Kalifornien. Inga underarter finns listade i Catalogue of Life.